# Promethei Sinus
Promethei Sinus  è una caratteristica di albedo della superficie di Marte.